# بخش فونتنبلو
بخش فونتنبلو (به فرانسوی: Arrondissement de Fontainebleau) یک بخش در فرانسه است که در سن-ا-مرن واقع شده‌است.